# In Her Line of Fire
In Her Line of Fire è un film del 2006 diretto da Brian Trenchard-Smith con Mariel Hemingway, Jill Bennett e David Keith.
La pellicola è nota in Italia col titolo Air Force 2.

## Trama
Stati Uniti, giorni nostri. Il vice presidente statunitense Walker è in volo sull'aereo presidenziale, il noto Air Force Two. Con lui viaggiano la bella Sharon Serrano, giornalista, e l'imponente Lynn Delaney, sergente maggiore dell'esercito. Un problema costringe l'aereo ad una sosta forzata su un'isola sudamericana, dove un gruppo di criminali sequestra l'uomo politico. L'intervento della Marina Militare non è realizzabile in tempi utili, e così le due donne decidono di liberare da sole il vice presidente. Lynn, forte nel fisico e nel carattere, dovrà proteggere e guidare la fragile Sharon, che però mostrerà il suo coraggio nel momento di affrontare i criminali. Dopo una sanguinosa lotta corpo a corpo, Lynn li sterminerà tutti liberando il politico e scoprendo l'amore, corrisposto, per Sharon. Un bacio saffico tra le due donne sarà la scena conclusiva del film.